# Полезная Сирия
Полезная Сирия (от фр. la Syrie utile) — сравнительно небольшая часть Сирии, расположенная на западе страны, в которой сосредоточены большинство населения и почти вся экономическая активность. Состоит из узкой полосы от Дамаска до Алеппо, а также средиземноморского побережья с портами. Понятие было впервые использовано Клемансо для сдерживания сторонников колониальной экспансии: он выделил таким образом части Сирии, за пределами которых бремя управление становится невыгодным.
В преддверии и в ходе Первой мировой войны сторонники французской аннексии Сирии постепенно расширяли границы полезной Сирии, границы проектируемого образования получили название «единой Сирии» (фр. Syrie intégrale) и охватывали значительную часть территории современной Турции и Израиля. Логика колониального территориального раздела привела к расширению Сирии в пустыни, новый проект получил от Лоренса Аравийского название «Великой Сирии» (англ. Greater Syria, фр. Grande-Syrie).
В начале XXI века в ходе гражданской войны в Сирии термин стал употребляться для описания территории, контролируемой правительством в Дамаске, на которой исторически были сосредоточены государственные учреждения, а население имеет опыт социального консенсуса и сосуществования многих религий: мухафаз Дамаск, Риф Дамаск, Хомс, Хама, Латакия и Тартус.